# Waldemar Blatskauskas
Waldemar Blatskauskas, né le 17 mars 1938, à São Paulo, au Brésil, mort le 6 mars 1964[Où ?] est un ancien joueur brésilien de basket-ball.

## Palmarès
- 3e des Jeux olympiques 1960
- Champion du monde 1959
- Champion du monde 1963
- Troisième des Jeux panaméricains de 1959